# Tequila Harris
Tequila Harris es una ingeniera mecánica y profesora estadounidense. Trabaja en el procesamiento de polímeros y el diseño de sistemas mecánicos.

## Educación y carrera temprana
Harris obtuvo su licenciatura en Lane College en 2000. Fue estudiante de maestría en el Instituto Politécnico Rensselaer, y se convirtió en posgrado en 2003. En octubre de 2006, Harris se graduó con un doctorado en Ingeniería Mecánica. Fue galardonada con el Premio de Antiguos Alumnos Jóvenes del Año del United Negro College Fund en 2005. Fue aprendiz de investigación de la Fundación Nacional de Ciencias entre 2005 y 2006. Ha sido recibida con varios becarios, como la Facultad General Electric del Futuro, el becario Clare Luce Booth de la Fundación Henry Luce, Alliances for Graduate Education y el Fellow Professoriate (AGEP) y Class of 1969 Teaching Fellows.

## Carrera
Harris se unió al Instituto de Tecnología de Georgia como profesor asistente en 2006. Dirige el grupo de procesamiento de películas delgadas de polímeros en el Instituto de Tecnología de Georgia.Se convirtió en investigadora principal en el Premio CARRERA de la Fundación Nacional de Ciencias entre 2010 y 2015.El premio le permitió investigar las pilas de combustible de membrana de intercambio de protones utilizando modelos teóricos y numéricos. Le interesa la interfaz entre materiales y sustratos.[analizaron cómo las propiedades mecánicas (estrés, relajación y contracción) afectan la durabilidad de las membranas. Como parte de la beca, desarrolló el programa Educators Leading Energy Conservation and Training Researchers of Diverse Ethnicities (ELECTRoDE) para estudiantes y profesores pertenecientes a minorías.
 Trabajó con la Universidad de Rhode Island para fabricar nanopartículas respetuosas con el medio ambiente para proyectos de purificación de agua en Jordania.Trabajó con la Universidad de Ciencia y Tecnología de Jordania para estudiar la bioincrustación de membrana debido a productos químicos y microbios. En 2015 fue aceptada como becaria en el programa de Liderazgo Ejecutivo en Tecnología Académica e Ingeniería de la Universidad Drexel.
Asistió a una ceremonia en la Casa Blanca con Kim Cobb cuando la Fundación Nacional de Ciencias lanzó nuevas iniciativas de equilibrio entre el trabajo y la vida privada.
Harris ha aparecido en el podcast Stories from the NNI de la Iniciativa Nacional de Nanotecnología por su trabajo con la fabricación de películas delgadas de polímeros.

## Honores y premios
Ganó un segundo premio de la Fundación Nacional de Ciencias en 2017, lo que le permitió traducir la fabricación de películas delgadas del laboratorio al piso de la fábrica. Se centra en tecnologías de película delgada multicapa para cosas como células solares orgánicas, transistores y sensores. Le interesan los mecanismos moleculares y los defectos en la fabricación que causan fallas en la fabricación. Esto incluye observar cómo los defectos influyen en las propiedades de transporte en las películas de membrana polimérica. También analizan cómo fluye el líquido a través de medios porosos. Ganó el Premio Lockheed Martin Inspirational Young Faculty.
Tiene varias patentes para producir unas películas delgadas de membrana conductoras de protones. Fue galardonada con la Sociedad Internacional de Ciencia y Tecnología de Recubrimiento L. E. Premio Scriven Young Investigator en 2018. Es la primera afroamericana en ganar el premio desde que comenzó en la década de 1990.